# Johann August Günther Heinroth
Joan agost Günther Hein Roth (també: Joan agost Günther Heinrodt) (Nordhausen, 19 de juny de 1780 - Göttingen, 2 de juny de 1846) va ser director d'orquestra, pedagog, compositor i escriptor alemany.
El 1818 succeí a J. N. Forkel com a director de música de la Universitat de Göttingen i volgué adoptar per a l'ensenyança una simplificació de la notació, limitant-la a les tonalitats més usuals. A més fundà una societat de concerts a Göttingen i contribuí a la reforma del cant eclesiàstic israelià.
Deixà diverses composicions vocals, però tenen més importància les seves obres didàctiques, entre les cal mencionar: Gesangunterrischts-metodhe für höere und niedere Schulen (1821/23); Volksnote (1818); Kurze Anleitung des Klavierspiel zu lehren (1828), i Musikalisches Hilfsbuch für prediger, Kantoren und organisten (1833).